# 스타리크림

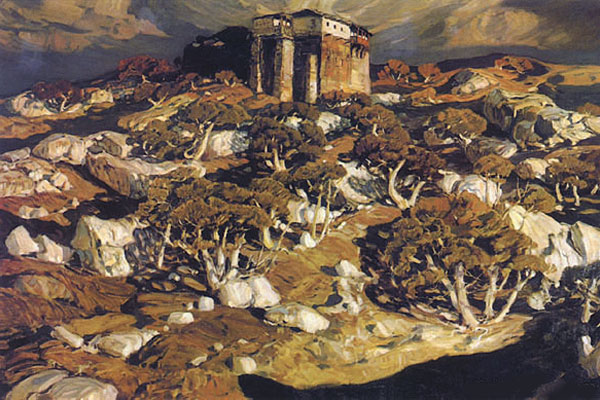
1903년 러시아의 화가인 콘스탄틴 보가옙스키(Konstantin Bogaevsky)가 그린 그림에 등장하는 스타리크림

스타리크림(러시아어: Старый Крым, 우크라이나어: Старий Крим 스타리크림[*], 크림 타타르어: Eski Qırım)은 크림반도 남동부에 위치한 도시로 러시아 크림 공화국(사실상) 또는 우크라이나 크림 자치 공화국(국제적인 승인)에 위치한다. 참고로 크림반도는 2014년 이후부터 우크라이나로부터 독립을 선언하여 러시아에 병합되었지만 대다수의 국가와 유엔은 이를 인정하지 않고 있다.
면적은 9.97km2, 높이는 300m, 인구는 9,277명(2014년 기준), 인구 밀도는 1,000명/km2이다. 13세기에 몽골 제국이 크림반도를 정복하면서 요새가 설립되었으며 14세기까지는 "솔하트"(Solkhat)라는 이름으로 불렀다. 1783년 러시아 제국이 크림반도를 합병하면서 지금과 같은 이름으로 바뀌었다.

시 문장

## 인구
| 연도 | 인구  | ±%       |
| ---- | ----- | -------- |
| 1805 | 114   | —        |
| 1926 | 4,738 | +4056.1% |
| 1939 | 5,141 | +8.5%    |
| 1989 | 9,196 | +78.9%   |
| 2001 | 9,960 | +8.3%    |
| 2011 | 9,446 | −5.2%    |